# 1999년 대한민국의 영화 목록
다음은 1999년에 개봉됐던 대한민국의 영화 목록이다.

## 목록
- A+삶
- 간첩 리철진
- 건축무한 육면각체의 비밀
- 깡패수업 2
- 내 마음의 풍금
- 노랑머리
- 닥터 K
- 댄스댄스
- 러브
- 루트 7
- 링
- 마요네즈
- 벌이 날다
- 북경반점
- 산전수전
- 삼양동 정육점
- 성춘향뎐
- 세기말
- 송어
- 쉬리
- 신장개업
- 얼굴
- 여고괴담 두번째 이야기
- 연풍연가
- 용가리
- 유령
- 율리시즈
- 이재수의 난
- 인정사정 볼 것 없다
- 자귀모
- 주유소 습격사건
- 질주
- 철인 사천왕
- 카라
- 카리스마
- 태양은 없다
- 텔미썸딩
- 파파라치
- 표절
- 하우등
- 해피엔드
- 화이트 발렌타인

## 참고 자료
- KOFIC 영화데이터베이스